# Julie Coudry
Julie Coudry, née à Paris le 26 janvier 1979, est cofondatrice de la startup Jobmaker. Ancienne présidente de la Confédération étudiante de mars 2003 à mai 2008, elle cofonde en 2008 La Manu, une association vouée au lien entre étudiants et entreprises. Elle participe régulièrement à des colloques et rédige des tribunes dans des médias nationaux sur des thèmes qui lient jeunesse, emploi et recrutement.

## Biographie
Fille d'une conseillère d'éducation et d'un musicien, Julie Coudry a grandi à Montreuil (Seine-Saint-Denis).
Elle participe aux manifestations de 1994 contre le contrat d'insertion professionnelle (CIP) alors qu'elle est élève de seconde au lycée Maurice-Ravel, dans le 20e arrondissement de Paris. Elle adhère à l'UNEF-ID en arrivant à la fac puis devient membre du Bureau national[réf. souhaitée]. En 2003, elle quitte l'UNEF pour fonder la Confédération étudiante avec le soutien actif de la CFDT.
En 2006, alors étudiante en master Administration économique et sociale à l'université Université Paris-1 Panthéon-Sorbonne, elle est une des figures médiatiques du mouvement contre le contrat première embauche, fréquemment interviewée par les médias.
En juin 2006, Julie Coudry fait une intervention au congrès de la CFDT. À cette occasion, elle tire un premier bilan des trois ans de la Confédération étudiante, qu'elle considère comme un « pari réussi ». Elle y réaffirme les valeurs communes entre la CFDT et la Cé. En août, elle participe à l'université d'été du MEDEF, dont le thème est « Concilier l'inconciliable », pour débattre sur les universités.
En 2007, elle milite pour que l'insertion professionnelle des étudiants devienne une mission des universités. En juillet 2007, le gouvernement inscrit dans la loi LRU cette nouvelle mission. Elle demande ensuite à Valérie Pécresse et au gouvernement d'attribuer aux universités les moyens financiers nécessaires pour la mettre en place.
Le 4 mai 2008, au terme de son mandat et après avoir passé cinq ans à la tête de la Confédération étudiante, devenue une organisation étudiante représentative, Julie Coudry ne se représente pas à sa propre succession.
Elle crée en 2008 avec Laurent Bérail une structure, appelée « La Manu », destinée à améliorer les relations entre les étudiants et les entreprises soutenue par de grandes entreprises, l'État et des universités. Cette structure a disparu en 2011, en raison, selon ses fondateurs, du désengagement financier de l'État.
En 2016, elle prend la tête d'une startup de coaching dans le domaine de l'emploi, Jobmaker, un coach digital pour aider les internautes à faire les bons choix. Cet assistant virtuel propose un parcours de coaching équivalent à un programme de 15 heures de reclassement externe ou interne.